# Giordano Gambogi
Giordano Gambogi (Milano, 1º ottobre 1969) è un cantante, musicista e compositore italiano.

## Biografia
Durante i primi anni della sua vita, con la famiglia, si sposta per il mondo vivendo ad Adelaide (Australia), Livorno e San Francisco (USA) fino a che, a cavallo degli anni ottanta, si ferma definitivamente a Reggio Emilia.
Cantante e chitarrista autodidatta, inizia a suonare nei locali già da sedicenne le cover dei classici del funk, del soul e del rock.
Nel 1989 conosce Jenny B, con la quale forma un primo gruppo musicale. La sua carriera raggiunge un primo grande successo nel 1993, quando diventa la voce dei Ladri di Biciclette nei tour dell'album Tre.
Dal 1992 al 2009 entra nella piazza mondiale raggiungendo la vetta delle vendite nel mercato giapponese sperimentando il genere eurobeat e incidendo per la Time Records e la Avex Trax più di cento singoli.
Nel 1998 prende parte al musical di Daniele Sala Music boxe Lice Show, nel 2000 partecipa al Mediolanum tour Electric show, sempre di Daniele Sala, come protagonista insieme ad Heather Parisi e alla trasmissione Strano ma vero, con Gene Gnocchi e Cristina Parodi. La passione per il teatro lo porta nel 2004 ad interpretare il personaggio di Quasimodo nel secondo cast ufficiale del musical Notre-Dame de Paris di Riccardo Cocciante.
Torna al mondo prettamente musicale nel 2009, cantando con i Nomadi per il disco e il tour Allo specchio.
Nell'ambito della seconda edizione del festival internazionale della Caramella buona viene insignito del premio "Voci buone" per la lotta alla pedofilia.
Sempre nel 2009 collabora con Mario Biondi nell'album If, premiato con tre dischi di platino. Nell'album è contenuto il singolo Love Dreamer di cui Giordano Gambogi è l'autore e il compositore
 e il brano Everlasting Harmony di cui è il compositore. La collaborazione con Biondi si ripete nel 2011 con l'album Due e il tour nazionale in cui viene presentato il duetto canoro Biondi/Gambogi dal titolo Dreaming di cui Gambogi è anche l'autore e il compositore.
Nel 2012 interpreta la voce tenorile nel disco di Vasco Rossi L'altra metà del cielo.
Dal 2016 Gambogi è anche produttore discografico.

## Discografia

### Collaborazioni
- 1994 – Ladri di Biciclette Tre
- 2009 – Nomadi Allo specchio
- 2010 – Mario Biondi If
- 2011 – Mario Biondi Due
- 2012 – Vasco Rossi L'altra metà del cielo

## Tour
Con i Ladri di biciclette
- 1994 – Tour Tre

Con i Nomadi
- 2009 – Tour Allo Specchio

Con Mario Biondi
- 2011 – Tour Due

## Televisione
- 2000 – Strano ma vero  con Gene Gnocchi e Cristina Parodi, Italia1

## Musical
- 1998 – Music boxe Lice Show
- 2000 – Mediolanum tour Electric show , con Heather Parisi
- 2004 – Notre-Dame de Paris , di Riccardo Cocciante

## Videografia

### Videoclip
- Mario Biondi ft. Giordano Gambogi - Dreaming